# Džochar Dudaev
Džochar Musaevič Dudaev (in ceceno Дудин Муса-воӏ Джохар, Dudin Musa-voj Dƶoxar, AFI: duˈdin muˈsɑvɔʕ d͡ʒɔwˈxɑr; in russo Джохар Мусаевич Дудаев?; Jalchoroj, 15 febbraio 1944 – Gechi-Ču, 21 aprile 1996) è stato un militare e politico russo di etnia cecena. È stato dapprima un generale dell'aviazione Sovietica e in seguito un leader politico, primo presidente della Repubblica cecena di Ichkeria, uno Stato del Caucaso settentrionale.

## Biografia

### Giovinezza e carriera militare
Dudaev nacque nel febbraio del 1944, durante la deportazione forzata della sua famiglia (insieme a tutte le altre dei popoli ceceno, inguscio, balkaro, calmucco, tataro di Crimea e di altre nazioni minori, secondo gli ordini di Stalin) dal loro villaggio natale di Yalkhoroi nella Repubblica Autonoma Socialista Sovietica (RASS) della Cecenia-Inguscezia. Trascorse i suoi primi 13 anni di vita in esilio nella Repubblica Socialista Sovietica del Kazakistan.
Dopo il rimpatrio dei Ceceni e degli Ingusci nel 1957, studiò alle scuole serali in Cecenia-Inguscezia e si diplomò elettricista. Nel 1962, dopo due anni trascorsi studiando elettronica a Vladikavkaz, entrò nella Scuola Superiore dell'Aviazione Militare per Piloti di Tambov, dove si laureò nel 1966. Si presume che abbia ufficialmente camuffato la sua origine etnica, dichiarandosi osseto per evitare possibili discriminazioni in quanto ceceno. Dudaev entrò nel Partito Comunista dell'Unione Sovietica nel 1968 e dal 1971 al 1974 studiò nella prestigiosa Accademia Aeronautica Gagarin. Si sposò con Alla, una poetessa russa dalla quale ebbe tre figli.
Dudaev servì in un'unità di bombardieri dell'Aeronautica Sovietica in Siberia e Ucraina, e prese parte all'invasione sovietica dell'Afghanistan. Crebbe rapidamente di ruolo, assumendo nel 1987 il comando della base aerea dell'Aeronautica Militare Sovietica a Tartu, in Estonia, con il grado di Maggior Generale. Dudaev apprese l'estone e dimostrò grande tolleranza per il nazionalismo estone ignorando gli ordini di attaccare la Televisione di Stato e il Parlamento, inviando invece una cucina militare da campo. Nel 1990, la sua divisione aerea fu ritirata dall'Estonia e Dudaev rassegnò le proprie dimissioni dall'esercito Sovietico (sebbene non abbia mai lasciato formalmente il Partito Comunista).

### Politica cecena
Nel maggio del 1990, Dudaev fece ritorno a Groznyj, la capitale della Cecenia, per dedicarsi alla vita politica locale. Venne eletto a capo del Comitato Esecutivo dell'opposizione non ufficiale, il Congresso della Nazione Cecena (NCChP), che invocava la sovranità della Cecenia come Repubblica dell'Unione Sovietica (la RASS di Cecenia-Inguscezia aveva uno statuto di repubblica autonoma della Repubblica Socialista Sovietica Federata Russa).
Nell'agosto del 1991, Doku Zavgayev, il leader comunista della RASS di Cecenia-Inguscezia, espresse pubblicamente il proprio supporto per il fallito Colpo di Stato contro il presidente sovietico Michail Gorbačëv. Dopo il fallimento del putsch, l'Unione Sovietica cominciò rapidamente a disgregarsi mentre le repubbliche costituenti si sbrigarono ad abbandonarla.
Avvantaggiandosi dell'implosione dell'Unione Sovietica, Dudaev e i suoi sostenitori si mossero contro l'amministrazione di Zavgayev. Il 6 settembre 1991, militanti del NCChP invasero una seduta del Soviet Supremo locale, disperdendo così il governo della RASS di Cecenia-Inguscezia. Vennero inoltre occupate la stazione televisiva di Grozny e altri edifici governativi chiave.

### Presidente della Repubblica cecena di Ichkeria
Dopo un controverso referendum nell'ottobre del 1991 che confermò l'elezione di Dudaev a Presidente separatista, egli stesso dichiarò unilateralmente la sovranità della repubblica e la sua indipendenza dall'Unione Sovietica. Nel novembre del 1991, il Presidente federale Boris El'cin dispiegò le truppe a Groznyj, ma furono ritirate quando le forze di Dudaev impedirono loro di uscire dall'aeroporto. La Russia si rifiutò di riconoscere l'indipendenza, ma esitò a usare la forza contro i separatisti. La Repubblica di Cecenia-Inguscezia era diventata uno stato indipendente de facto.
Inizialmente il governo di Dudaev ebbe relazioni diplomatiche con la Georgia, ricevendo ampio supporto morale dal primo Presidente georgiano Zviad Gamsakhurdia. Quando Gamsakhurdia fu rovesciato alla fine del 1991, gli venne concesso asilo in Cecenia e presenziò alla cerimonia d'insediamento di Dudaev. Mentre risiedeva a Grozny, l'ex leader georgiano contribuì anche all'organizzazione della prima Conferenza Caucasica, alla quale parteciparono gruppi indipendentisti di tutta la regione. La Cecenia non ha mai ottenuto un riconoscimento diplomatico da alcun altro Stato al di fuori della Georgia nel 1991.
La Repubblica di Cecenia-Inguscezia si separò in due nel giugno 1992, durante il crescente conflitto osseto-inguscio. Dopo che la Cecenia aveva annunciato la propria dichiarazione di sovranità nel 1991, la regione dell'Inguscezia scelse di unirsi alla Federazione Russa come entità federale (Repubblica Autonoma di Inguscezia). La regione rimanente dell'Ichkeria (Cecenia) dichiarò la piena indipendenza nel 1993. Nello stesso anno venne abolito l'insegnamento della lingua russa nelle scuole cecene e fu annunciato che la lingua cecena avrebbe cominciato ad essere scritta in alfabeto latino (con l'aggiunta di alcuni speciali caratteri ceceni), anziché in alfabeto cirillico come imposto dal governo sovietico durante gli anni '30. Il governo cominciò anche a stampare la propria moneta e i propri francobolli. Uno dei primi decreti di Dudaev diede a ogni uomo il diritto di portare armi.
Le scelte politiche di Dudaev a favore dell'indipendenza cominciarono presto a minare l'economia della Cecenia e, secondo gli osservatori russi, trasformò la regione in un paradiso criminale. La popolazione di etnia diversa da quella cecena lasciò la repubblica per via delle minacce da parte della criminalità, che il governo trattava con indifferenza. Nel 1993 il Parlamento ceceno tentò di organizzare un referendum sulla fiducia pubblica in Dudaev, dato che aveva fallito nel consolidare l'indipendenza della regione. La ritorsione di Dudaev comportò lo scioglimento del Parlamento e di altri organi del potere. A partire dell'estate del 1994, gruppi armati dell'opposizione (che potevano contare sull'appoggio militare e finanziario russo) provarono ripetutamente ma senza successo a deporre Dudaev con la forza. Il più spettacolare di questi tentativi fu un colpo di stato tentato verso la fine del 1994 con il supporto del governo di Mosca, nel tentativo di preservare la repubblica cecena da un'invasione su larga scala.

### Prima guerra cecena
Il 1º dicembre 1994 i russi cominciarono a bombardare l'aeroporto di Groznyj e distrussero l'aviazione militare cecena (costituita da aerei da addestramento sovietici requisiti dalla Repubblica Cecena nel 1991). In risposta la Cecenia dichiarò guerra alla Russia e mobilitò il proprio esercito. L'11 dicembre 1994, cinque giorni dopo che Dudaev e il Ministro della Difesa russo Pavel Gračëv avevano raggiunto un accordo per evitare un ulteriore uso della forza, le truppe russe invasero la Cecenia. Uno dei due figli maschi di Dudaev venne ucciso nel corso di un'operazione militare all'inizio della guerra.
Prima della caduta di Groznyj, Dudaev abbandonò il Palazzo Presidenziale di Grozny, si diresse a Sud con il suo esercitò e continuò a condurre la guerra nel 1995, si dice da una postazione missilistica vicino Vedeno, la capitale storica della Cecenia. Continuò a insistere che le sue forze avrebbero prevalso dopo la fine della guerra convenzionale, e i guerriglieri ceceni continuarono a operare attraverso tutto il paese attaccando le unità russe e demoralizzando i soldati nemici. Una Jihād contro la Russia fu dichiarata da Achmat Kadyrov, nominato da Dudaev Muftī della Cecenia, e numerosi volontari stranieri cominciarono ad arrivare nella repubblica, per lo più dalle vicine repubbliche musulmane del Caucaso settentrionale, come il Daghestan. La popolarità di Dudaev negli stati Baltici, specialmente in Estonia, fu anche una delle ragioni del mito delle "Calze Bianche", che si crede siano state soldatesse baltiche usate come cecchini dai ceceni.

### Morte ed eredità
Dudaev fu ucciso il 21 aprile 1996 da un missile mentre stava usando un telefono satellitare, dopo che la sua chiamata era stata intercettata da un aereo da ricognizione russo, individuando così la posizione del leader ceceno. Sembra che in quel momento Dudaev stesse parlando con un deputato liberale alla Duma di Mosca, e si fa il nome di Konstantin Borovoj. Vennero quindi inviati altri aerei (un Su-24M e un Su-25) per localizzare Dudaev e sparare un missile a guida laser Kh-25 guidato sull'obiettivo dal laser del Su-24M stesso. I dettagli dell'operazione non sono mai stati svelati dal governo russo; tuttavia, si sa che gli aerei da ricognizione nella zona stavano tenendo sotto controllo le comunicazioni satellitari da qualche tempo, tentando di far combaciare la voce di Dudaev alle registrazioni dei suoi discorsi. Fu anche detto che Dudaev venne ucciso da un attacco congiunto con un razzo e una trappola esplosiva. Esiste una teoria del complotto secondo la quale la NSA fu implicata in questo caso, fornendo uno dei propri satelliti SIGINT come aiuto alla triangolazione.

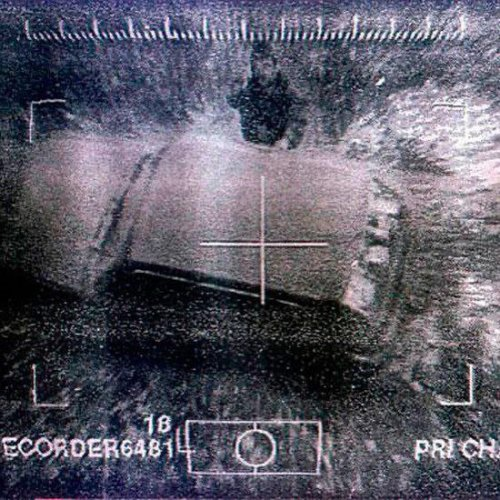
Immagine presa dal sensore del Kh-25 instanti prima di colpire Dudaev mentre era al telefono.

La morte di Dudaev fu annunciata interrompendo le trasmissioni da Šamil' Basaev, comandante della guerriglia cecena. Il successore di Dudaev fu il suo vicepresidente Zelimchan Jandarbiev (come Presidente ad interim) e in seguito, dopo le elezioni popolari del 1997, il suo Capo di Stato Maggiore durante la guerra, Aslan Maschadov. A Džochar Dudaev sopravvissero la moglie, Alla Dudaeva, e il figlio più giovane, Tegi Dudaev.